# Bojate bane buski
Bojate bane buski è il primo singolo estratto dall'album Severgreen di Severina Vučković.
La canzone contiene un campionamento di una canzone tradizionale indiana, dalla quale, appunto, prende il titolo.
Il singolo entra subito nella HR TOP 20, la top lista nazionale croata, tuttavia non riscuote il successo desiderato presso il pubblico.
Come materiale bonus sul CD si trova anche il cortometraggio Gdje je nestala Slovenija? dove Severina interpreta il ruolo di Veronika Rupčić, giornalista televisiva. Regista del film è Predrag Ličina. Il film ha un carattere ironico e viene girato poco prima dell'adesione della Slovenia all'Unione Europea.

## Tracce
1. Bojate bane buski
2. Bojate bane buski (instrumental version)
3. bonus video Gdje je nestala Slovenija?